# Восход (Хабарський район)
Восхо́д (рос. Восход) — селище у складі Хабарського району Алтайського краю, Росія. Входить до складу Мартовської сільської ради.

## Населення
Населення — 81 особа (2010; 106 у 2002).
Національний склад (станом на 2002 рік):
- росіяни — 86 %